# Sergio Cola
Sergio Cola (San Giuseppe Vesuviano, 8 agosto 1942) è un politico italiano.

## Biografia
Laureato in Giurisprudenza, svolge l'attività di avvocato.
nel 1994 è eletto alla Camera dei deputati.
Nel 1996 è confermato alla Camera dei deputati per Alleanza Nazionale.
Nel 2001 è rieletto alla Camera dei deputati. È membro della II Commissione (Giustizia) e del  Comitato Parlamentare per i Procedimenti Di Accusa.